# Concorezzo

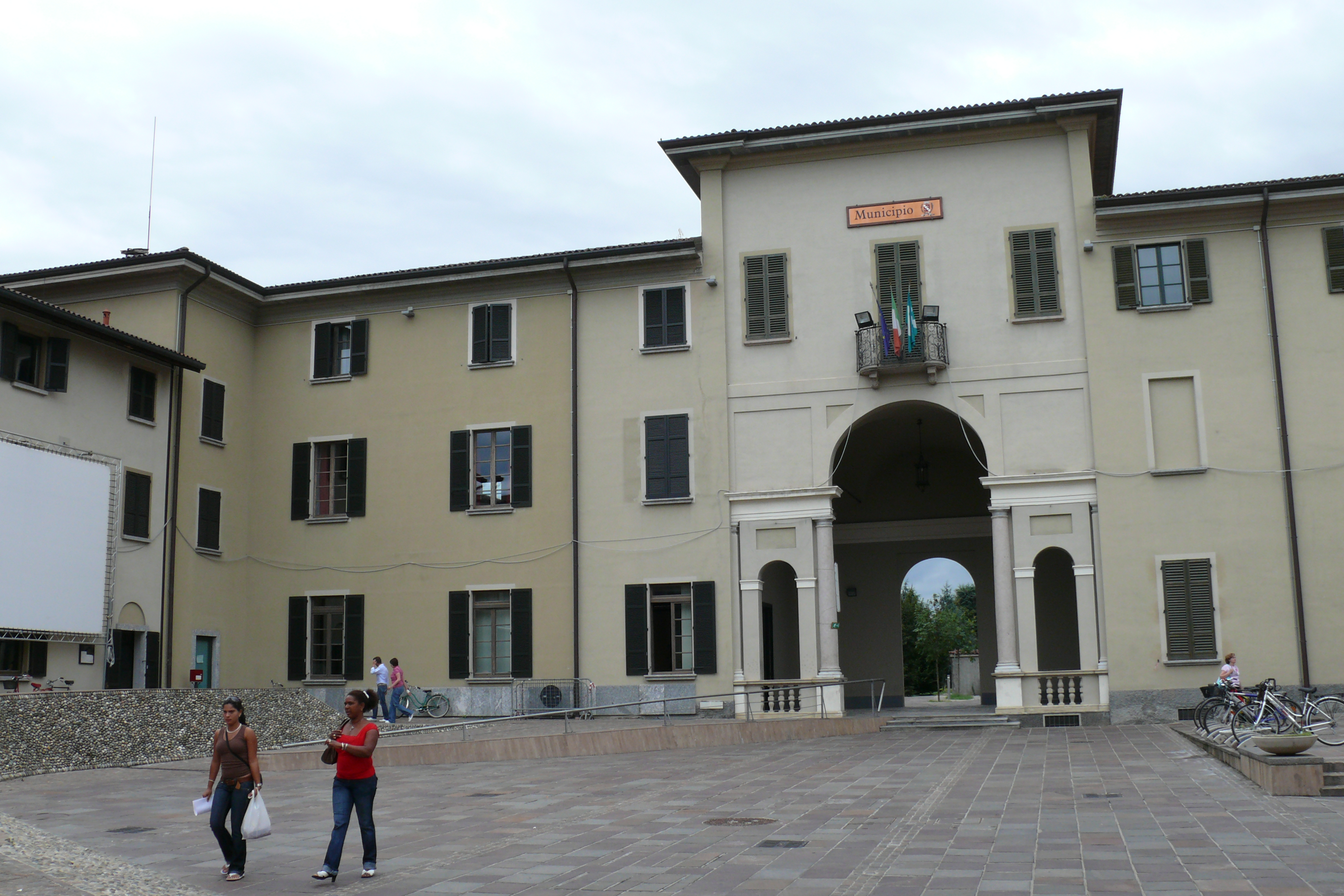

Concorezzo est une commune de la province de Monza et de la Brianza en Lombardie (Italie).

## Administration
| Période                                  | Période     | Identité           | Étiquette       | Qualité |
| ---------------------------------------- | ----------- | ------------------ | --------------- | ------- |
| 14 juin 2004                             | 17 mai 2009 | Antonio Lissoni    | Centro-Sinistra |         |
| 17 mai 2009                              | En cours    | Riccardo Borgonovo | Lega Nord - PDL | Droite  |
| Les données manquantes sont à compléter. |             |                    |                 |         |

### Hameaux
Rancate

### Communes limitrophes
Arcore, Vimercate, Monza, Villasanta, Agrate Brianza

### Évolution démographique
Habitants recensés

## Personnalités

### Personnalités nées à Concorezzo
- Maurizio Biondo (1981), coureur cycliste